# Bich (Lohmar)
Bich ist ein Weiler, der zur Stadt Lohmar im Rhein-Sieg-Kreis in Nordrhein-Westfalen gehört.

## Geographie
Bich liegt im Südosten von Lohmar. Umliegende Ortschaften und Weiler sind Breidtersteegsmühle im Norden, Winkel im Nordosten, Hove im Osten, Hagen und Birkhof im Südosten, Birk und Inger im Süden, Algert im Westen sowie Fischburg und Geber im Nordwesten.
Östlich von Bich fließt der Bicher Bach. Nordwestlich von Bich entspringt ein namenloser orographisch rechter Nebenfluss des Jabachs.

## Geschichte
Bis 1969 gehörte Bich zu der bis dahin eigenständigen Gemeinde Inger.

## Verkehr
Bich liegt bei der Kreisstraße 13.